# ليون بينبو
ليون بينبو (بالإنجليزية: Leon Benbow)‏ مواليد 23 يوليو 1950 في كولومبيا، هو لاعب كرة سلة أمريكي معتزل. بدأ مسيرته الاحترافية في سنة 1974. تم اختياره من قبل فريق شيكاغو بولز خلال الدرافت. حمل الرقم 5. يبلغ طوله 6 قدم 4 بوصة (1.9 م). اعتزل اللعب في 1976.

## روابط خارجية
- ليون بينبو على موقع إن بي أي (الإنجليزية)
- ليون بينبو على موقع سبورتس رفرنس (الإنجليزية)
- ليون بينبو على موقع كلية كرة السلة في سبورتس رفرنس.كوم (الإنجليزية)
- ليون بينبو على موقع ريلجم (الإنجليزية)
- ليون بينبو على موقع بروبوليرز (الإنجليزية)